# Gouffre de Poudrey
Le gouffre de Poudrey est un gouffre situé près d'Étalans dans le département du Doubs en France.

## Description
Il est le plus vaste gouffre aménagé de France et compte par son volume parmi les dix premiers d'Europe.
Au cours de la promenade souterraine, qui se fait en toute sécurité grâce à ses aménagements, on découvre l'immense salle de presque 1 million de mètres cubes, des piliers stalagmitiques âgés de milliers d'années, d'innombrables stalactites pendant de la voûte et même un petit lac souterrain d'une douzaine de mètres de long. Un spectacle "son et lumière" est présenté aux visiteurs au fond du gouffre.
Le gouffre fait partie des sites naturels classés du département du Doubs gérés par la DREAL de Franche-Comté depuis 1932.

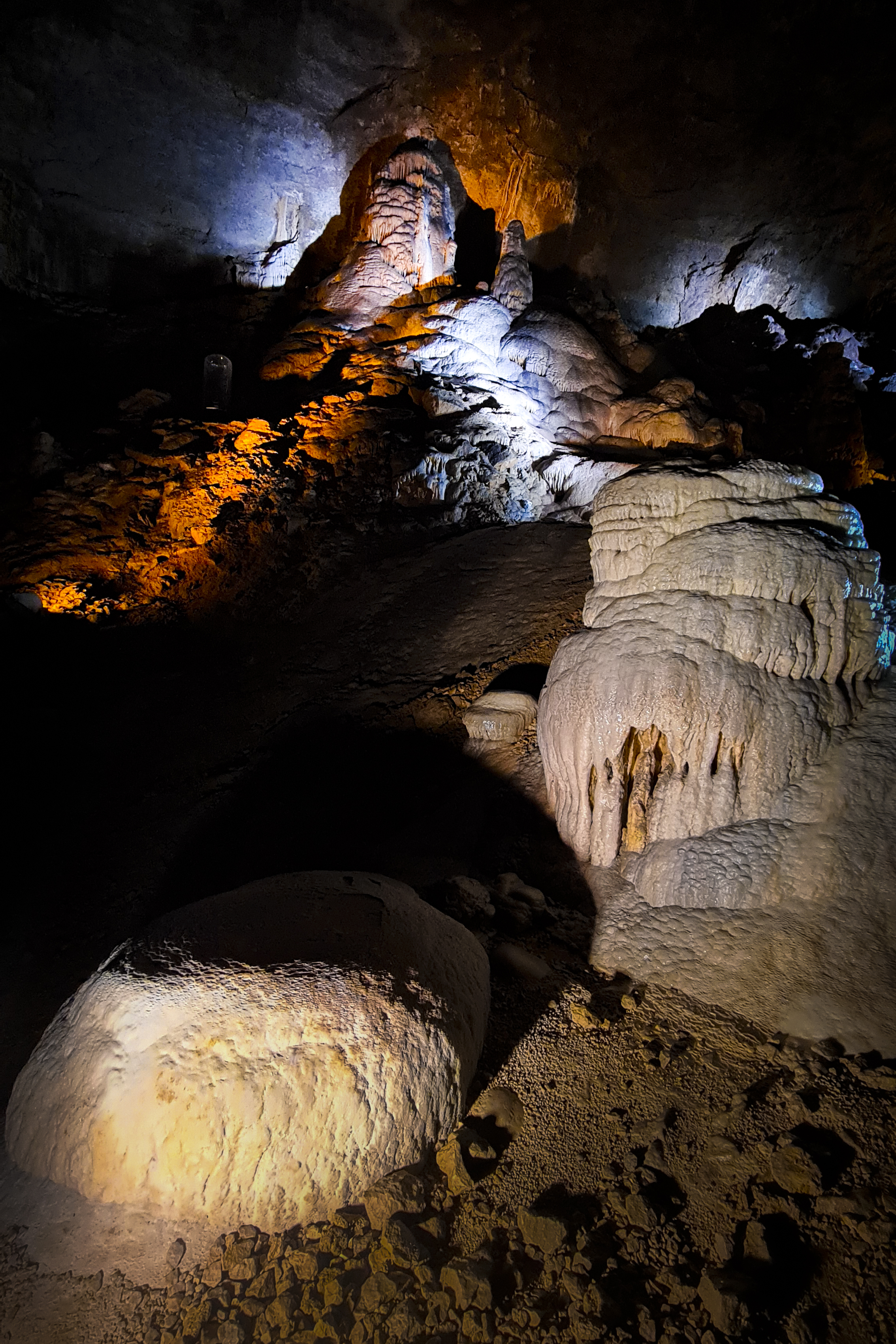
Illumination des roches en 2024
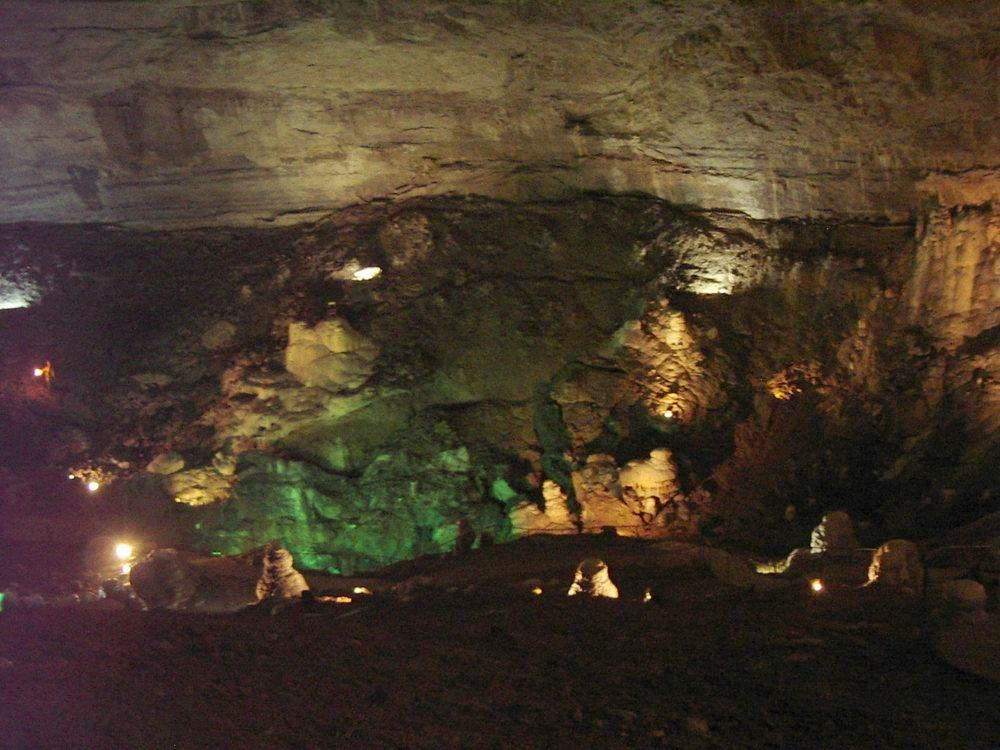
Gouffre de Poudrey.
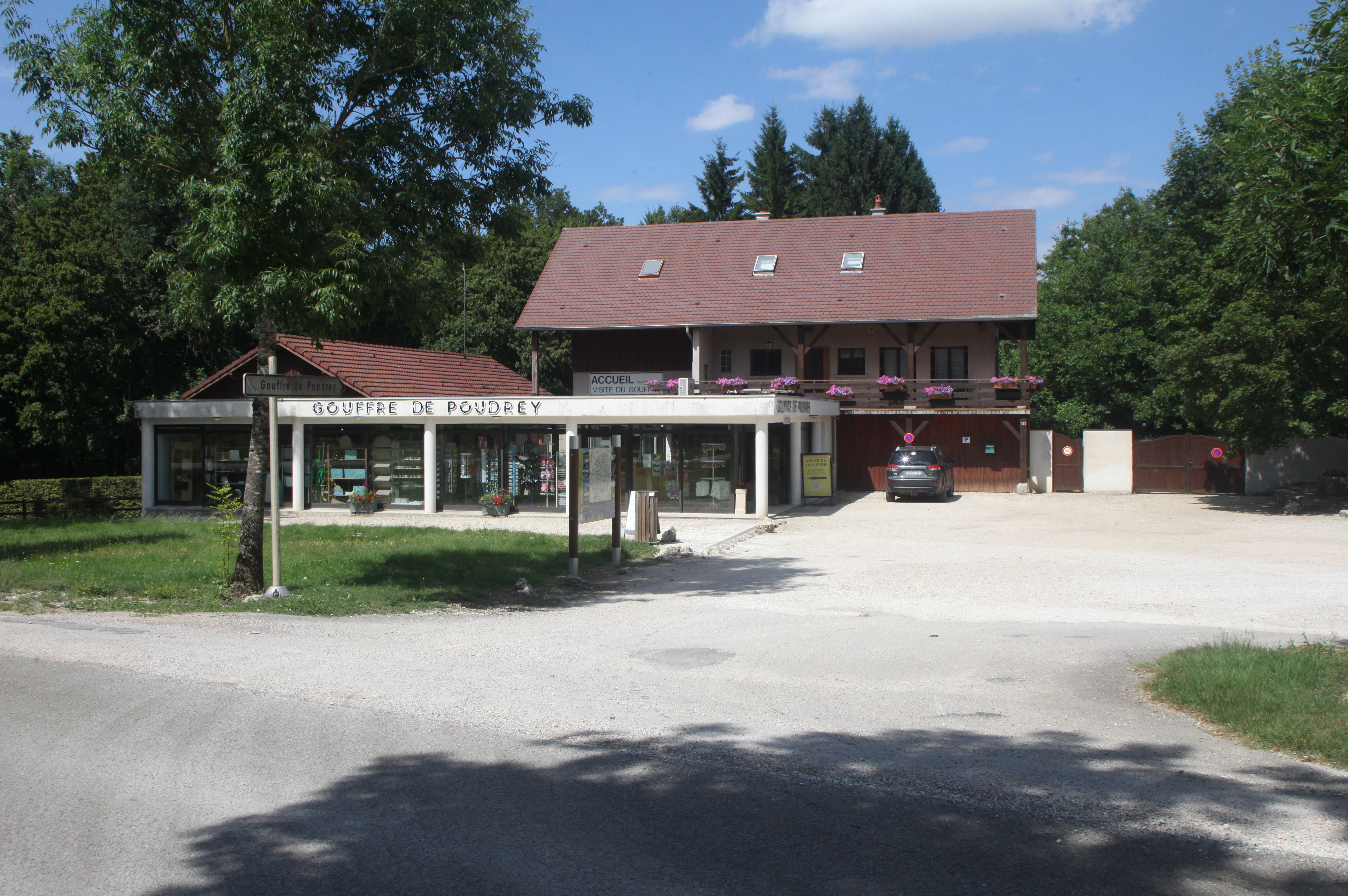
Accueil des visiteurs.

## Géologie
Le gouffre a été creusé par les eaux de surface venant se frayer un chemin et dissoudre les blocs dans les calcaires en banc du Séquanien supérieur. 
Le plafond de la grande salle est constitué d'une grande dalle de calcaire blanc presque horizontale tandis que le fond, encombré d'éboulis, repose sur les marnes et marno-calcaire du Séquanien moyen. 